# Rivière Sunday
La rivière Sunday en anglais : Sunday River est un affluent de la rivière Osgood¸ dont le cours se déverse successivement dans la rivière Palmer et la rivière Bécancour ; cette dernière étant à son tour un affluent de la rive sud du fleuve Saint-Laurent.

## Géographie
La rivière Sunday coule dans les municipalités de Kinnear's Mills et Saint-Jacques-de-Leeds, dans la municipalité régionale de comté (MRC) des Appalaches, dans la région administrative de Chaudière-Appalaches, au Québec, au Canada.  
La rivière, autrefois d'une forte sinuosité, a une longueur d'à peu près 12 km après linéarisation. Son bassin a une superficie d'environ 45 km2. Son lit de gravier a une profondeur variant de 0,5 à 2,0 m et une largeur de 5 à 10 m. Les bords souffrent d'érosions fréquentes. La rivière est alors détournée de son cours, et les nouveaux méandres doivent être linéarisés de nouveau tous les trois ans. Aussi, le lit doit être périodiquement libéré des dépôts de gravier dus à l'érosion. La rivière est riche en omble de fontaine, mais les travaux de linéarisation ont compromis l'intégrité de l'habitat.

## Toponymie
Le nom de la rivière Sunday apparait sur une carte de 1925, mais le nom vient probablement de la construction du chemin Craig vers 1809. Faute de main-d'œuvre local, le gouverneur James Henry Craig fait construire le chemin par des militaires. Ces derniers campaient les dimanches près du ruisseau, d'où le nom anglais Sunday River. Le toponyme a été officialisé le 17 décembre 1993.